# 多賀谷氏家
多賀谷 氏家（たがや うじいえ）は、室町時代の武将。常陸・下妻城城主。法名については祥賀（『結城家之記』・『多賀谷氏系図』）とするものと、祥永（『鎌倉大草紙』）とする説があり、弟の法名と混同して伝えられている。　

## 経歴・人物
永享12年（1440年）に起きた結城合戦において、結城城（茨城県結城市）が幕府軍によって落城した折、氏家は結城氏朝の末子・七郎（後の結城成朝）をかき懐いて脱出、常陸国の佐竹氏を頼り、七郎を養育する。宝徳2年（1450年）、足利成氏が古河公方に就任したのを機会に結城に帰り主家を再興し、旧領を回復。宝徳3年（1451年）、足利成氏の命により関東管領・上杉憲忠の鎌倉西御門館を急襲、氏家・朝経兄弟は憲忠の首を討ち取った（享徳の乱）。この功により、下妻三十三郷を与えられ、さらに結城家の家老の身分でありながら、関東諸将の会合に列席する地位を得た。また、憲忠の首が三方に載った様子が瓜を横切りにしたように見えたことから、成氏は多賀谷氏の紋を瓜に一文字にせよと命じたとも伝えられている。寛正2年（1461年）、大宝沼の岸に下妻城（多賀谷城）を築城、以降、多賀谷氏代々の居城となった。